# Pseudolaelia cipoensis
Pseudolaelia cipoensis är en orkidéart som beskrevs av Guido Frederico João Pabst. Pseudolaelia cipoensis ingår i släktet Pseudolaelia och familjen orkidéer. Inga underarter finns listade i Catalogue of Life.